# Nationaal Park Braslawskia Azjory
Nationaal park Braslawskia Azjory (Wit-Russisch: Нацыянальны парк Браслаўскія азёры/ Russisch: Национальный парк Браславские озёр) (in het Nederlands letterlijk meren van Braslav) is een nationaal park in Wit-Rusland dicht bij de grens met Litouwen. Het park werd opgericht in 1995 en is 714,9 vierkante kilometer groot. Het landschap bestaat uit een dertigtal meren (de grootste zijn Drivyaty, Snudy, Strusto, Voiso, Volosovo, Nedrovo, Nespish, en Berezhe) en dennenbossen. In het park leven verschillende diersoorten, waaronder bruine beer, lynx, das, zwaan, ree, haas, wolf, everzwijn, marter, zwarte ooievaar, moerassneeuwhoen.
Belavezjskaja Poesjtsja · 
Braslawskia Azjory · 
Naratsjanski · 
Pripjat